# مرکز درمانی سنت جان
مرکز درمانی سنت جان (انگلیسی: Saint John's Health Center) یک بیمارستان غیرانتفاعی متعلق به کلیسای کاتولیک در شهر سنتا مونیکا، کالیفرنیا در ایالات متحده آمریکا است. این بیمارستان در سال ۱۹۴۲ بنیان‌گذاری شد و از سال ۲۰۱۴ جزئی از مجموعهٔ «خدمات بهداشتی و درمانی پراویدنس» شده است.